# Chéronvilliers
Chéronvilliers és un municipi francès situat al departament de l'Eure i a la regió de Normandia. L'any 2007 tenia 462 habitants.

## Demografia

### Població
El 2007 la població de fet de Chéronvilliers era de 462 persones. Hi havia 187 famílies, de les quals 54 eren unipersonals (25 homes vivint sols i 29 dones vivint soles), 65 parelles sense fills, 54 parelles amb fills i 14 famílies monoparentals amb fills.
La població ha evolucionat segons el següent gràfic:
Habitants censats

### Habitatges
El 2007 hi havia 232 habitatges, 192 eren l'habitatge principal de la família, 28 eren segones residències i 12 estaven desocupats. 227 eren cases i 2 eren apartaments. Dels 192 habitatges principals, 153 estaven ocupats pels seus propietaris, 33 estaven llogats i ocupats pels llogaters i 5 estaven cedits a títol gratuït; 3 tenien una cambra, 5 en tenien dues, 46 en tenien tres, 70 en tenien quatre i 69 en tenien cinc o més. 180 habitatges disposaven pel capbaix d'una plaça de pàrquing. A 113 habitatges hi havia un automòbil i a 70 n'hi havia dos o més.

### Piràmide de població
La piràmide de població per edats i sexe el 2009 era:
| Homes | Edats   | Dones |
| ----- | ------- | ----- |
| 0     | 95 o +  | 0     |
| 4     | 90 a 94 | 0     |
| 0     | 85 a 89 | 8     |
| 4     | 80 a 84 | 0     |
| 8     | 75 a 79 | 4     |
| 4     | 70 a 74 | 4     |
| 8     | 65 a 69 | 16    |
| 28    | 60 a 64 | 8     |
| 12    | 55 a 59 | 12    |
| 4     | 50 a 54 | 16    |
| 28    | 45 a 49 | 24    |
| 8     | 40 a 44 | 12    |
| 20    | 35 a 39 | 16    |
| 4     | 30 a 34 | 16    |
| 12    | 25 a 29 | 12    |
| 12    | 20 a 24 | 4     |
| 12    | 15 a 19 | 20    |
| 24    | 10 a 14 | 12    |
| 12    | 5 a 9   | 8     |
| 8     | 0 a 4   | 0     |

## Economia
El 2007 la població en edat de treballar era de 301 persones, 221 eren actives i 80 eren inactives. De les 221 persones actives 204 estaven ocupades (110 homes i 94 dones) i 17 estaven aturades (6 homes i 11 dones). De les 80 persones inactives 35 estaven jubilades, 24 estaven estudiant i 21 estaven classificades com a «altres inactius».

### Ingressos
El 2009 a Chéronvilliers hi havia 207 unitats fiscals que integraven 507 persones, la mediana anual d'ingressos fiscals per persona era de 18.060 €.

### Activitats econòmiques
Dels 16 establiments que hi havia el 2007, 1 era d'una empresa extractiva, 1 d'una empresa de fabricació d'altres productes industrials, 4 d'empreses de construcció, 3 d'empreses de comerç i reparació d'automòbils, 2 d'empreses immobiliàries, 3 d'empreses de serveis, 1 d'una entitat de l'administració pública i 1 d'una empresa classificada com a «altres activitats de serveis».
Dels 4 establiments de servei als particulars que hi havia el 2009, 1 era un paleta, 2 lampisteries i 1 electricista.
L'any 2000 a Chéronvilliers hi havia 17 explotacions agrícoles que ocupaven un total de 1.020 hectàrees.

## Equipaments sanitaris i escolars
El 2009 hi havia una escola maternal integrada dins d'un grup escolar amb les comunes properes formant una escola dispersa.

## Poblacions més properes
El següent diagrama mostra les poblacions més properes.